# Алвин Чеколи
Алвин Чеколи (5. август 1974) бивши је аустралијски фудбалер.

## Репрезентација
За репрезентацију Аустралије дебитовао је 1998. године. За национални тим одиграо је 6 утакмица и постигао 1 гол.

## Статистика
| Аустралија | Аустралија | Аустралија |
| Год.       | Ута.       | Гол.       |
| ---------- | ---------- | ---------- |
| 1998       | 4          | 1          |
| 1999       | 0          | 0          |
| 2000       | 0          | 0          |
| 2001       | 0          | 0          |
| 2002       | 0          | 0          |
| 2003       | 0          | 0          |
| 2004       | 0          | 0          |
| 2005       | 0          | 0          |
| 2006       | 2          | 0          |
| Укупно     | 6          | 1          |